# Ackerschiene

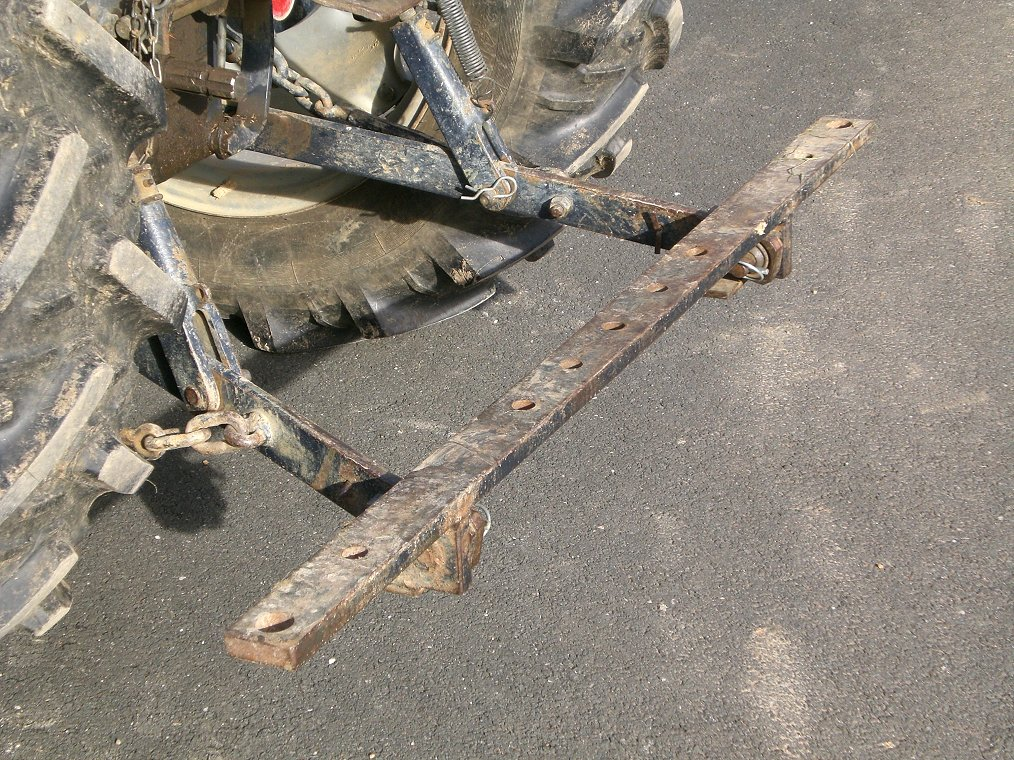
Ackerschiene (in den Unterlenkern eingehängt)

Eine Ackerschiene oder auch Anhängeschiene ist eine aus einer Stahlplatte oder -stange bestehende Verbindungseinrichtung an einem Traktor. Während ältere Modelle starr befestigt waren, sind heutige Modelle in den Unterlenkern der Heckdreipunkthydraulik eingehängt. Die Schiene ist nach DIN 9676 mit 33-mm-Bohrungen versehen, an denen verschiedene Anhängegeräte befestigt werden können. Die Geräte müssen von Hand an- oder abgekuppelt werden. Die Höhe der Ackerschiene kann bei Einhängung in den Unterlenkern über die Heckhydraulik gesteuert werden.

## Bedeutung heute
Die Bedeutung der Ackerschiene hat in den letzten Jahren stark abgenommen. Sie ist den Belastungen heutiger Maschinen nicht gewachsen. Zudem ist der frühere Vorteil der Höhenregulierung heute präziser über geräteeigene, doppeltwirkende Zylinder zu erreichen. Heutige Einsätze beschränken sich meist auf kleinere Hochdruckpressen, gezogene Schwader, sowie als Halterung für PKW-Kugelkopfkupplungen. Diese Anbringung der Kugelkopfkupplung ist in den meisten Fällen nicht für den öffentlichen Straßenverkehr zulässig. Da die Ackerschiene jedoch die beste Möglichkeit zur Anbringung bietet und dies seit jeher gängige Praxis ist, werden auch heute noch viele Anhänger auf diese Art im öffentlichen Straßenverkehr bewegt.